# John Hus (1977)
John Hus  é um filme biográfico americano de 1977 sobre o reformador do século XIV John Hus. O filme foi dirigido por Michael Oconomou e produzido pelo Faith For Today Ministries, criador de um programa de TV cristão de mesmo nome.
O filme é estrelado por Rod Colbin no papel principal.